# Propebela margaritae
Propebela margaritae é uma espécie de gastrópode do gênero Propebela, pertencente a família Mangeliidae.